# Élections législatives grecques de 1912
Les élections législatives grecques anticipées du 24 mars 1912 (11 mars a.s.) élurent les membres du parlement grec. Elles furent largement remportées par le parti libéral d'Elefthérios Venizélos qui resta Premier ministre.

## Fonctionnement du scrutin
Conformément à la constitution de 1864, les élections se déroulèrent au suffrage masculin direct et secret. Depuis 1877, hormis quelques exceptions, tous les hommes de plus de 21 ans étaient électeurs. Les députés étaient répartis en proportion de la population de la province : un député pour 10 000 habitants ; avec un minimum de 150 députés. Une loi de 1862 stipulait de plus que les Grecs « hétérochtones » (vivant hors des frontières du pays, à l'inverse des « autochtones » vivant à l'intérieur) étaient aussi électeurs.
Les députés étaient élus à la majorité absolue, au niveau provincial. Chaque électeur disposait d'autant de votes qu'il y avait de candidats. Les électeurs, la plupart analphabètes, ne votaient pas avec des bulletins, mais avec des boules de plomb. Il y avait autant d'urnes qu'il y avait de candidats. L'électeur glissait la main dans l'urne et plaçait sa boule soit à droite (partie blanche, inscrite « oui »), soit à gauche (partie noire, inscrite « non »). Les urnes étaient en acier recouvert de laine pour éviter qu'un bruit quelconque informe de la façon dont l'électeur avait voté. Le député qui avait obtenu la majorité (en principe), mais proportionnellement le plus de voix (dans la réalité) était élu.

## Contexte
L'Assemblée nationale « révisionniste » élue en 1910 ayant réalisé les réformes pour lesquelles elle avait été réunie se sépare en décembre 1910 et des élections (pour une Vouli normale) sont organisées le 24 mars 1912.

## Résultats
Ces élections, comme les suivantes, firent la transition entre la tradition ancienne où les partis étaient identifiés par le nom de leur chef de file et la nouveauté, avec des partis portant un nom sans lien avec leur leader. 
Il y avait 181 sièges à pourvoir. Le parti libéral rafla 146 sièges,. Elefthérios Venizélos resta Premier ministre.
| Parti libéral                                               | 146 |
| Partisans de Geórgios Theotókis                             | 10  |
| Partisans de Kyriakoúlis Mavromichális                      | 8   |
| Partisans de Dimítrios Rállis                               | 6   |
| Indépendants                                                | 6   |
| Partisans d'Aléxandros Zaïmis                               | 3   |
| Sociologistes                                               | 2   |
| Total                                                       | 181 |
| Source : Pantelis, Koutsoubinas, Gerapetritis, 2010, p. 856 |     |